# زكي البرزنجي
زكي بن أحمد بن إسماعيل بن محمد زين العابدين بن علي البَرْزَنْجِي مفتي الشافعية في المدينة المنورة ومن أعلام ووجهاء مكة المكرمة في القرن الثالث عشر الهجري. والبرزنجي - بفتح الموحدة وسكون الراء وفتح الزاي - نسبة إلى برزنج مدينة ببلاد الأكراد.

## نشأته
ولد بالمدينة المنورة في ربيع الثاني سنة 1294 هـ، وتعلم في المسجد النبوي الشريف وحفظ القرآن الكريم، ثم عين مدرساً فيه، عمل إماماً وخطيباً وهو في سن السابعة عشرة سنة 1329 هـ.

## إفتاء الشافعية
في سنة 1335 هـ عينته الحكومة العثمانية مفتياً للشافعية خلفاً لوالده أحمد البرزنجي وعمل في القضاء في العهد العثماني ثم في العهد الهاشمي.

## رئيس المحكمة الكبرى
في سنة 1357 هـ عينه الملك عبد العزيز رئيساً للمحكمة الكبرى والدوائر الشرعية في مكة، واستمر في منصبه هذا إلى وفاته.

## وفاته
توفي في 23 شعبان سنة 1365 هـ.